# Podgorii în România
Podgoria este unitatea naturală și teritorială de gradul II, subordonată ierarhic regiunii viticole. Se caracterizează prin condiții specifice de climă, sol și relief, prin soiuri cultivate, prin metode de cultură și procedee de vinificare folosite, care, în ansamblu, duc la obținerea unor producții de struguri și vinuri cu însușiri asemănătoare. Constituie unitatea etalon cu care se operează cel mai frecvent în toponimia viticolă a țării și pe plan mondial.
În România există următoarele zone viticole: intracarpatică, pericarpatică și danubiano-pontică. În cadrul acestor zone viticole sunt 10 regiuni viticole care cuprind mai multe podgorii compuse din mai multe centre viticole. Cultura viței-de-vie în România este grupată teritorial astfel (Notă: clasificarea aceasta este neconformă prevederilor Ord. 225/2006, prin care s-a stabilit că în România există 8 regiuni viticole):

## Zona viticolă intracarpatică

### Regiunea viticolă a Podișului Transilvaniei

#### Podgoria Târnave
- Centrul viticol Blaj
- Centrul viticol Jidvei
- Centrul viticol Zagăr
- Centrul viticol Mediaș
- Centrul viticol Valea Nirajului

#### Podgoria Alba
- Centrul viticol Alba Iulia
- Centrul viticol Ighiu

#### Podgoria Sebeș-Apold
- Centrul viticol Sebeș
- Centrul viticol Apold

#### Podgoria Aiud
- Centrul viticol Aiud
- Centrul viticol Turda
- Centrul viticol Triteni

#### Podgoria Lechința
- Centrul viticol Lechința
- Centrul viticol Teaca
- Centrul viticol Bistrița
- Centrul viticol Batoș

În cadrul acestei regiuni viticole mai există:
- Centrul viticol independent Dej

## Zona viticolă pericarpatică

### Regiunea viticolă a Podișului Moldovei

#### Podgoria Cotnari
- Centrul viticol Cucuteni
- Centrul viticol Cotnari
- Centrul viticol Hârlău
- Centrul viticol Frumușica
- Centrul viticol Hlipiceni

În cadrul acestei regiuni viticole mai există:
- Centrul viticol independent Plugari
- Centrul viticol independent Probota

#### Podgoria Iași
- Centrul viticol Copou-Șorogari
- Centrul viticol Uricani
- Centrul viticol Galata
- Centrul viticol Bucium
- Centrul viticol Tomești
- Centrul viticol Comarna
- Centrul viticol Covasna
- Centrul viticol Bohotin

#### Podgoria Huși
- Centrul viticol Huși
- Centrul viticol Averești
- Centrul viticol Crasna-Lohan

În cadrul acestei regiuni viticole mai există:
- Centrul viticol independent Vaslui

#### Podgoria Dealurile Fălciului
- Centrul viticol Vutcani
- Centrul viticol Murgeni

#### Podgoria Colinele Tutovei
- Centrul viticol Iana-Puiești
- Centrul viticol Tutova-Bârlad
- Centrul viticol Bălăbănești

#### Podgoria Zeletin
- Centrul viticol Parincea
- Centrul viticol Dealu Morii
- Centrul viticol Zeletin
- Centrul viticol Tănăsoaia
- Centrul viticol Gohor

În cadrul acestei regiuni viticole mai există:
- Centrul viticol independent Răcăciuni
- Centrul viticol independent Bozieni

#### Podgoria Dealu Bujorului
- Centrul viticol Bujoru
- Centrul viticol Oancea
- Centrul viticol Berești
- Centrul viticol Smulți

#### Podgoria Nicorești
- Centrul viticol Nicorești
- Centrul viticol Buciumeni

#### Podgoria Ivești
- Centrul viticol Tecuci
- Centrul viticol Ivești

În cadrul acestei regiuni viticole mai există:
- Centrul viticol independent Corod
- Centrul viticol independent Grivița
- Centrul viticol independent Nămoloasa

#### Podgoria Covurlui
- Centrul viticol Băleni
- Centrul viticol Scânteiești
- Centrul viticol Smârdan
- Centrul viticol Pechea

### Regiunea viticolă a Piemontului de la Curbura Carpaților

#### Podgoria Panciu
- Centrul viticol Panciu
- Centrul viticol Țifești
- Centrul viticol Păunești

#### Podgoria Odobești
- Centrul viticol Odobești
- Centrul viticol Jariștea
- Centrul viticol Bolotești

#### Podgoria Cotești
- Centrul viticol Vârteșcoi
- Centrul viticol Cârligele
- Centrul viticol Cotești
- Centrul viticol Tâmboești

#### Podgoria Dealurile Buzăului
- Centrul viticol Greabănu-Râmnicu Sărat
- Centrul viticol Zărnești
- Centrul viticol Cernătești

#### Podgoria Dealu Mare
- Centrul viticol Zorești
- Centrul viticol Merei
- Centrul viticol Pietroasa
- Centrul viticol Breaza
- Centrul viticol Tohani
- Centrul viticol Urlați-Ceptura
- Centrul viticol Gornet-Cricov
- Centrul viticol Valea Călugărească
- Centrul viticol Boldești

### Regiunea viticolă a Podișului Getic

#### Podgoria Ștefănești-Argeș
- Centrul viticol Ștefănești
- Centrul viticol Topoloveni
- Centrul viticol Valea Mare
- Centrul viticol Costești

#### Podgoria Sâmburești
- Centrul viticol Sâmburești
- Centrul viticol Dobroteasa

În cadrul acestei podgorii mai există plaiul Vitomirești.

#### Podgoria Drăgășani
- Centrul viticol Drăgășani
- Centrul viticol Amărăști
- Centrul viticol Cerna
- Centrul viticol Iancu Jianu

#### Podgoria Dealurile Craiovei
- Centrul viticol Banu Mărăcine
- Centrul viticol Brădești
- Centrul viticol Brabova

În cadrul acestei regiuni viticole mai există:
- Centrul viticol independent Segarcea
- Centrul viticol independent Crușețu
- Centrul viticol independent Târgu-Jiu

#### Podgoria Plaiurile Drâncei
- Centrul viticol Drâncea-Scorila
- Centrul viticol Orevița-Vânju Mare
- Centrul viticol Plenița

#### Podgoria Severinului
- Centrul viticol Halânga
- Centrul viticol Corcova

### Regiunea viticolă a dealurilor și câmpiilor Banatului

#### Podgoria Banatului
- Centrul viticol independent Moldova Nouă
- Centrul viticol independent Dealurile Oraviței
- Centrul viticol independent Jamu Mare
- Centrul viticol independent Teremia Mare
- Centrul viticol independent Recaș
- Centrul viticol independent Silagiu
- Centrul viticol independent Tirol

### Regiunea viticolă a dealurilor și câmpiilor Crișanei și Maramureșului

#### Podgoria Miniș-Măderat
- Centrul viticol Miniș
- Centrul viticol Măderat
- Centrul viticol Arad

#### Podgoria Diosig
- Centrul viticol Diosig
- Centrul viticol Oradea
- Centrul viticol Sâniob-Marghita

#### Podgoria Valea lui Mihai
- Centrul viticol Valea lui Mihai)
- Centrul viticol Sanislău

#### Podgoria Silvaniei
- Centrul viticol Șimleu Silvaniei
- Centrul viticol Zalău
- Centrul viticol Șamșud
- Centrul viticol Rătești
- Centrul viticol Tășnad

În cadrul acestei regiuni viticole mai există:
- Centrul viticol independent Halmeu
- Centrul viticol independent Seini

## Zona viticolă danubiano-pontică

### Regiunea viticolă a nisipurilor din sudul Olteniei

#### Podgoria Dacilor
- Centrul viticol Jiana
- Centrul viticol Izvoarele
- Centrul viticol Vrata

#### Podgoria Calafat
- Centrul viticol Cetate
- Centrul viticol Ciuperceni
- Centrul viticol Poiana Mare

#### Podgoria Sadova-Corabia
- Centrul viticol Tâmburești
- Centrul viticol Dăbuleni
- Centrul viticol Potelu

### Regiunea viticolă a teraselor Dunării

#### Podgoria Greaca
- Centrul viticol Greaca

În cadrul acestei regiuni viticole mai există:
- Centrul viticol independent Zimnicea
- Centrul viticol independent Giurgiu
- Centrul viticol independent Ulmu
- Centrul viticol independent Fetești

### Regiunea viticolă a Câmpiei Române
În cadrul acestei regiuni viticole există:
- Centrul viticol independent Drăgănești-Olt
- Centrul viticol independent Furculești
- Centrul viticol independent Mavrodin
- Centrul viticol independent Urziceni
- Centrul viticol independent Sudiți
- Centrul viticol independent Cireșu
- Centrul viticol independent Însurăței
- Centrul viticol independent Rușețu
- Centrul viticol independent Jirlău
- Centrul viticol independent Râmnicelu

### Regiunea viticolă a Podișului Dobrogei

#### Podgoria Sarica-Niculițel
- Centrul viticol Niculițel
- Centrul viticol Tulcea
- Centrul viticol Măcin
- Centrul viticol Dăeni
- Centrul viticol Hârșova

#### Podgoria Istria-Babadag
- Centrul viticol Babadag
- Centrul viticol Valea Nucarilor
- Centrul viticol Istria

#### Podgoria Murfatlar
- Centrul viticol Murfatlar
- Centrul viticol Medgidia
- Centrul viticol Cernavodă

În cadrul acestei regiuni viticole mai există:
- Centrul viticol independent Adamclisi
- Centrul viticol independent Independența
- Centrul viticol independent Chirnogeni
- Centrul viticol independent Cobadin
- Centrul viticol independent Mangalia
- Centrul viticol independent Techirghiol

#### Podgoria Ostrov
- Centrul viticol Ostrov
- Centrul viticol Băneasa
- Centrul viticol Oltina
- Centrul viticol Aliman